# Mount Leura
Mount Leura är ett berg i Australien. Det ligger i regionen Corangamite och delstaten Victoria, omkring 170 kilometer väster om delstatshuvudstaden Melbourne. Toppen på Mount Leura är 313 meter över havet.
Mount Leura är den högsta punkten i trakten. Runt Mount Leura är det mycket glesbefolkat, med 4 invånare per kvadratkilometer.. Närmaste större samhälle är Camperdown, nära Mount Leura. 
Trakten runt Mount Leura består till största delen av jordbruksmark. Genomsnittlig årsnederbörd är 1 165 millimeter. Den regnigaste månaden är juni, med i genomsnitt 167 mm nederbörd, och den torraste är februari, med 32 mm nederbörd.